# خريبة (بعبدا)
خريبة هي إحدى القرى اللبنانية من قرى قضاء بعبدا في محافظة جبل لبنان.